# Гаврилово (Рыбинский район)
Гаври́лово — деревня в Назаровской сельской администрации Назаровского сельского поселения Рыбинского района Ярославской области.
Деревня расположена на автомобильной дороге Рыбинск-Шашково, на правом берегу Сундобы, притока Волги, напротив её на левом берегу деревня Кушляево. Выше по течению на том же берегу деревня Старое Быково. Деревни Гаврилово и Кушляево — последние деревни на Сундобе при её впадении в Волгу. Хорошая транспортная доступность, близость к Рыбинску, а также близость к Волге деляет эти деревни привлекательными как для постоянного проживания, так и для дачного отдыха. Основная улица деревни образует прямой угол часть домов стоят вдоль Сундобы, а часть вдоль автомобильной дороги.
В окрестностях деревни имеются археологические памятники: к югу — селище I тыс. н. э.; к юго-юго-востоку селище XV—XVII вв. Они объявлены памятниками истории и культуры Рыбинского района.
Деревня Гаврилкова указана на плане Генерального межевания Рыбинского уезда 1792 года.
На 1 января 2007 года в посёлке числилось 26 постоянных жителей. Деревня обслуживается почтовым отделением в Назарово. По почтовым данным в деревне 47 домов.